# محمد الفتني
محمد الفَتَّني (910 - 986 هـ / 1504 - 1578م). من كبار المحدثين بالهند. هو: محمد طاهر بن علي الفتَّني الصديقي والذي يعود نسبه إلى ابي بكر الصديق. ولد في بلدة نهرواله سنة 914هـ. حفظ القرآن قبل أن يبلغ الحلم، وكان محدثًا عالمًا عاملاً متضلعًا متبحرًا ورعًا. زار الحرمين، وعاد إلى بلده فانقطع للعلم. تتلمذ على يد أفاضل عصره: كاشيخ الناكوري، وبرهان الدين السمهودي، والشيخ عبيد الله الحضرمي، والشيخ جار الله المكي، وابن حجر الهيتمي، والمتّقي الهندي، وغيرهم.

## نسبه
يعود نسبه إلى أبي بكر الصديق. ويعرف باسم محمد طاهر بن علي الفتني الصديقي. وعامود تسلسل النسب: هو العلامة الفهامة النحرير ملك المحدثين الشيخ الإمام العالم الكبير المحدث اللغوي محمد طاهر بن طاهر بن علي بن الياس بن داوود بن عبد الملك بن يونس بن عمر بن عبد الله بن حسين بن سعيد بن القاسم بن نصر (وفي رواية - النضر) بن القاسم بن محمد بن عبد الله بن عبد الرحمن بن القاسم بن محمد بن أبي بكر الصديق.

## ثناء العلماء عليه
وفي الرسالة المستطرفة قال عنه:
 وفيها:
 وفي أبجد العلوم لصديق حسن خان قال:
 تتلمذ على علماء بلده، وصار رأساً في العلوم الحديثة والأدبية، ورحل إلى الحرمين الشريفين، وأدرك علماءهما ومشائخهما - سيما الشيخ: علي المتقي - وذكره في مبدأ كتابه: (مجمع البحار)، وأثنى عليه ثناء حسنا جميلا، وعاد إلى بلده، وقصر همته على إفادة العلوم، وكانت طريقته الاشتغال بعمل المداد، وإعانة كتبة العلوم بهذا الإمداد، حتى في حالة الدرس أيضاً يشتغل بحله. له: (المغني في أسماء الرجال)، و (تذكرة الموضوعات).

وعزم على كسر البواهير المهدوية الذين كانوا قومه، وعهد أن لا يربط العمامة على رأسه حتى يزيل تلك البدعة، فلما استولى السلطان: أكبر - والي دهلي - في سنة 980هـ على كجرات واجتمع بالشيخ، ربط العمامة بيده على رأس الشيخ وقال:
 وكان قد فوض حكومة كجرات إلى أخيه الرضاعي: ميرزا عزيز كوكه الملقب: بالخان الأعظم فأعان الشيخ وأزال رسوم البدعة مهما أمكن ثم عزل الخان الأعظم ونصب مكانه عبد الرحيم خان خانان وكان شيعياً فاعتضد به المهدوية وخرجوا من الزوايا ورموا السهام على الخبايا، فحل الشيخ العمامة عن رأسه وانطلق إلى أكبر بادشاه وكان في مستقر الخلافة آكره، فتبعه جمع من المهدوية سراً، وهجموا عليه في حوالي أُجّين، وقتلوه سنة 986هـ فاستشهد ونقل جسده إلى فتن ودفن في مقابر أسلافه وكان صِدِّيقيَّ النسب من (3/ 223) جهة أمه، وأصله من البواهير، وأسلافهم جديدو الإسلام.
 
وبيوهار: في الهندية: التجارة، وبوهره: التاجر. وقد ذكر الشيخ: عبد الحق الدهلوي ترجمته في (أخبار الأخيار)، وذكرتها أنا في (إتحاف النبلاء)، وأيضاً أفردت ترجمتها في رسالة مستقلة، ألحقتها في أوائل مجمع البحار. قال الشيخ عبد الوهّاب المتقي: رأيت رسول الله - صلى الله عليه وآله وسلم - في الرؤيا فقلت: من أفضل الناس في هذا الزمان يا رسول الله فقال: شيخك، ثم محمد طاهر - ويا لها من رؤيا تفضل على اليقظة -. وكتابه: مجمع البحار قد طبع بالهند لهذا العهد، واشتهر اشتهار الشمس في رابعة النهار، وهو كتاب جمع فيه كل غريب الحديث، وما أُلِّف فيه، فجاء كالشرح للصحاح الستة، فإن لم يكن عند أحد شرح لكتاب من الأمهات الست، فهذا الكتاب يكفيه لحل المعاني، وكشف المباني، وهو كتاب متفق على قبوله، متداول بين أهل العلم، منذ ظهر في الوجود.
وفي كشف الظنون: (مجمع البحار، في غرائب التنزيل ولطائف الأخبار للشيخ: محمد طاهر الصديقي، الفتني.المتوفى: سنة، إحدى وثمانين تسعمائة. وله: (ذيل)، و (تكملة). جرى فيه: على طريق (نهاية ابن الأثير).)
وفي شذرات الذهب:(وفيها جمال الدين محمد طاهر الهندي الملقب بملك المحدثين قال في النور ولد سنة ثلاث عشرة وتسعمائة وحفظ القرآن قبل أن يبلغ الحنث وجد في طلب العلم نحو خمس عشرة سنة وبرع في فنون عديدة حتى لم يعلم أن أحداً من علماء كجرات بلغ مبلغه في الحديث وورث من أبيه مالاً جزيلاً فأنفقه على طلبة العلم وكان يرسل إلى معلمي الصبيان ويقول أيما صبي حسن ذكاؤه فأرسله إلي فيرسل إليه جماعة فيقول لكل واحد كيف حالك فإن كان غنيا أمره بطلب العلم وإن كان فقيرا يقول له تعلم ولا تهتم من جهة معاشك ثم يتعهده بجميع ما يحتاج إليه وكان هذا دأبه حتى صار منهم جماعة كثيرة علماء في فنون كثيرة ولما حج أخذ عن أبي الحسن البكري وابن حجر الهيتمي والشيخ علي المتقي الهندي وجار الله بن فهد والشيخ عبد الله العيدروس وغيرهم وكان عالماً عاملاً متضلعاً متبحراً ورعاً وله مصنفات منها مجمع بحار الأنوار في غرائب التنزيل ولطائف الأخبار وكان يقوم على طائفتي الرافضة والمهدوية ويناظرهم ويريد إرجاعهم إلى الحق وقهرهم في مجالس وأظهر فضائحهم وقال بكفرهم فسعوا عليه واحتالوا حتى قتلوه في سادس شوال.)

## استشهاده
قتل بالقرب من أجنين" ودفن في "فتن" في مقابر اسلافة سنة 986هـ قام على طائفتي الروافض والمهدوية وناظرهم. وعهد لا يربط العمامة على رأسه حتى يزيل كي البدعة عن جباههم - فسعوا عليه واحتالوا حتى قتلوه - وذلك عند تولّي عبد الرحيم خانخانان وكان شيعياً فاعتضد به المهدوية، فحلَّ الشيخ عمامته عن رأسه وانطلق إلى السلطان أكبر وكان هو في مستقر الخلافة - أكبر آباد - فتبعه جمع من المهدوية سرّاً فقتلوه سنة 986هـ وهو ابن ثنتين وسبعين سنة ثم نقل جسده إلى فتَّن، ودفن في مقابر أسلافه.

## من مؤلفاته
- مجمع بحار الأنوار في غرائب التنزيل ولطائف الأخبار
- تذكرة الموضوعات
- المغني في ضبط أسماء رجال الحديث
- «قانون الموضوعات»
- «لطائف الأخبار».
- «كفاية المفرطين في شرح الشافية» لابن الحاجب في الصّرف.